# Bauerngehöft Dorfstraße 44 (Hohenbucko)

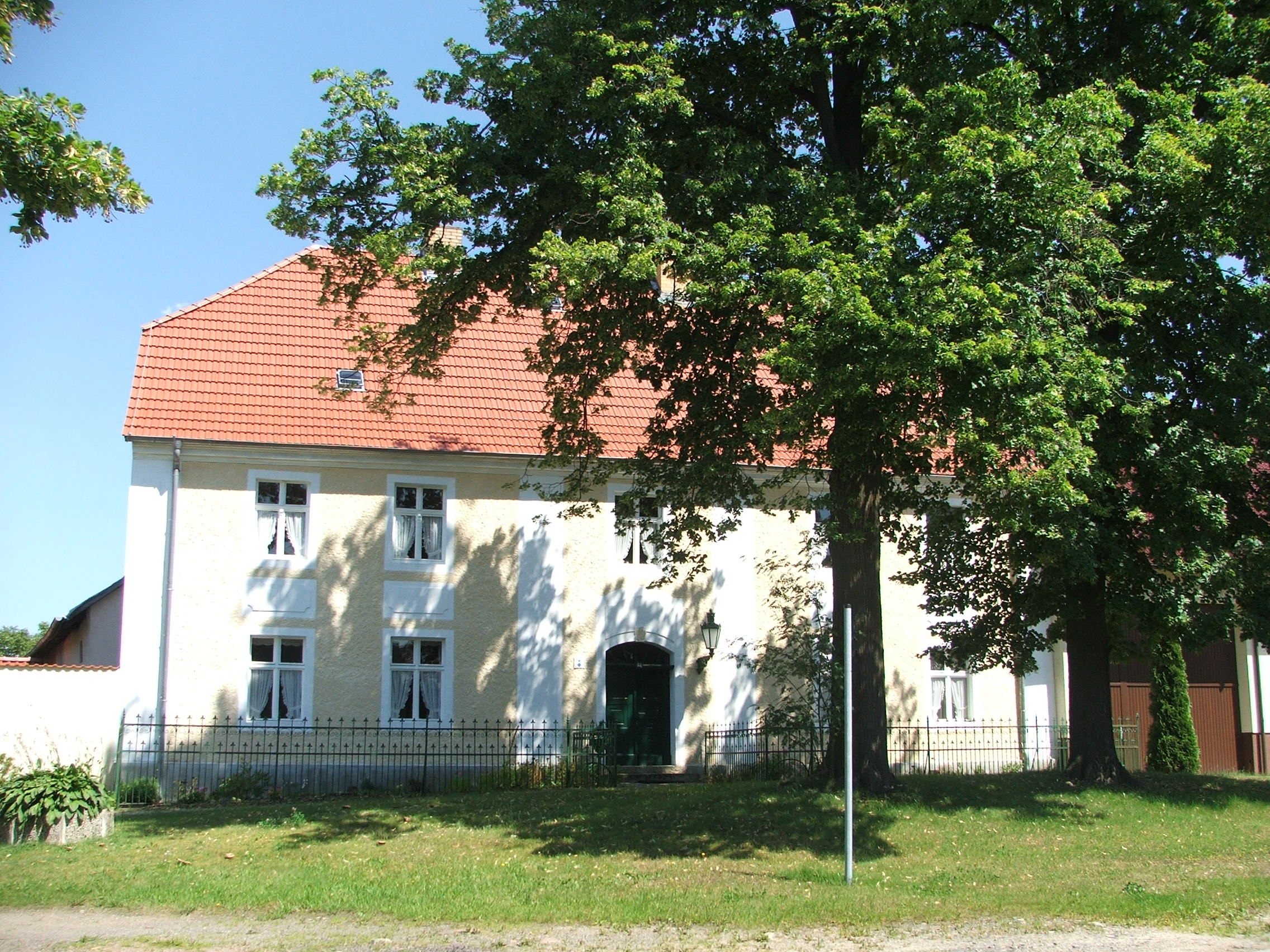
Wohnhaus (2007)

Das Bauerngehöft in der Dorfstraße 44 ist ein unter Denkmalschutz befindliches Gebäudeensemble in der Gemeinde Hohenbucko am westlichen Rand der Rochauer Heide im südbrandenburgischen Landkreis Elbe-Elster. Sie ist als ortsbildprägendes Baudenkmal im örtlichen Denkmalverzeichnis unter der Erfassungsnummer 09135630 verzeichnet.

## Baubeschreibung und Geschichte
Die Entstehungszeit des zweigeschossigen verputzten Wohnhauses dieses markanten Bauerngehöfts wird auf die Zeit zwischen den Jahren 1751 und 1800 datiert. Dabei handelt es sich um einen mit einem Krüppelwalmdach versehenen Fachwerkbau. Der Haupteingang des Gebäudes wurde mittig angelegt. Im Erdgeschoss finden sich ein Vorflur, ein dielenartig aufweitender Hinterflur, mehrere Stuben, eine Kammer und eine Küche mit dazugehöriger Speisekammer. Im Obergeschoss sind mehrere Wohn- und Gesindekammern zu finden, im Dachraum außerdem eine Räucherkammer. Der den Vorgarten einfriedende schmiedeeiserne Zaun entstammt der Zeit um 1900.
Zum Gehöft gehört als ein weiteres geschütztes Gebäude ein historischer Taubenturm, der auf die zweite Hälfte des 19. Jahrhunderts datiert wird. Der zweigeschossige Ziegelbau wurde mit einem Pyramidendach versehen, worauf sich ein ebenfalls mit einem Pyramidendach versehener quadratischer Dachreiter befindet, der als Taubenschlag diente. Neben der Nutzung als Taubenschlag diente das Gebäude auch als Futterspeicher. Im Erdgeschoss ist außerdem eine Toilette eingebaut.
Bemerkenswert ist weiters die aus Feldsteinen bestehende Hofpflasterung des historischen Bauernhofes.
Weitere Sehenswürdigkeiten des Ortes sind unter anderem die Dorfkirche, das dazugehörige Pfarrhaus, die Hohenbuckoer Oberförsterei, die Lochmühle und eine Postmeilensäule.